# Garage Sluisjesdijk

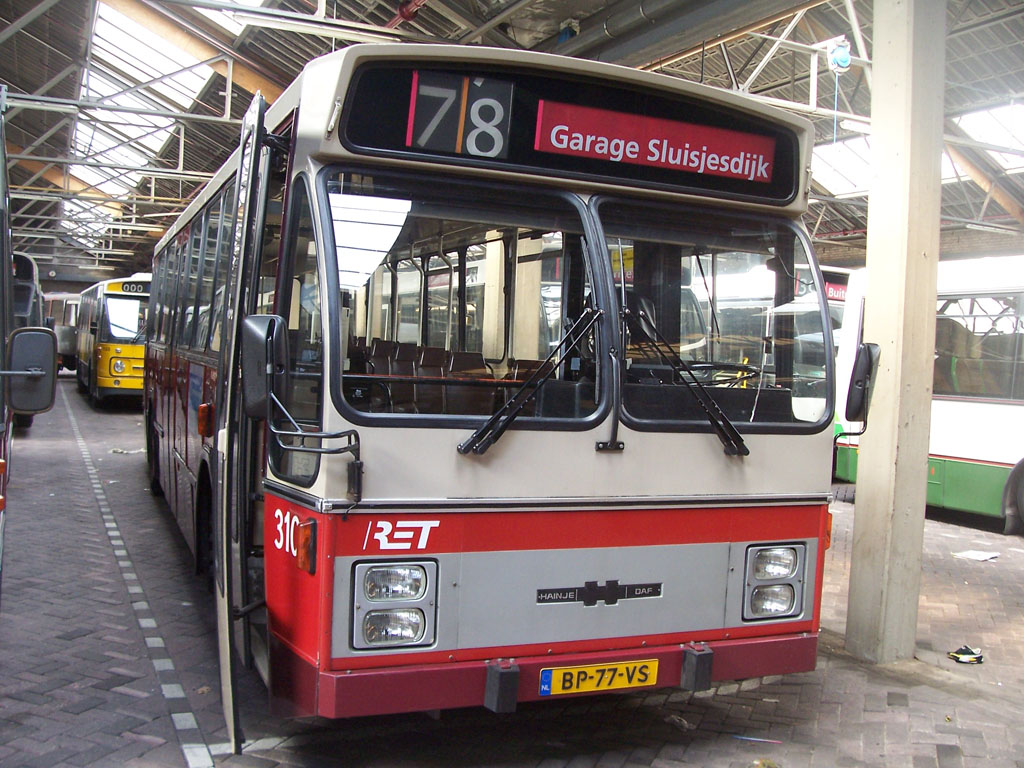
De RET 310 in de Garage Sluisjesdijk

De Garage Sluisjesdijk is een busremise van de RET in Rotterdam. De garage is gevestigd aan de Sluisjesdijk in Oud-Charlois, nabij de Waalhaven. Het is een van de twee locaties die de RET in gebruik heeft voor het stallen van busmaterieel.

## Geschiedenis
Tot aanleg van de busgarage werd besloten in het voorjaar van 1940 en de bouw van de garage voltrok zich in de eerste jaren van de bezettingstijd. In 1943 kwam de garage gereed en werd deze in gebruik genomen. Vlak na de oorlog bleek een groot deel van het busmaterieel verloren te zijn gegaan, desalniettemin werd het gehele complex 10 april 1947 feestelijk geopend door burgemeester Pieter Oud. De oude garage aan de Lusthofstraat werd gesloten en hiermee werd al het busmateriaal onder gebracht op één centrale locatie. Het complex bevat kantoren, werkplaatsen en ruimte voor 200 autobussen.